# Симптом Флатау
Симптом Флатау (англ. Flatau's sign; також симптом Флатау зіничний, іноді неправильно симптом Флато) — один з менінгеальних симптомів. Являє собою розширення зіниць, яке відбувається внаслідок інтенсивного пасивного згинання голови під час перевірки наявності ригідності потиличних м'язів. Етіологія незрозуміла, однак можливими причинами є розтягування корінців спинномозкових нервів при різних нозологіях менінгеального синдому.
Названо на честь родоначальника польської неврології Едварда Флатау (пол. Edward Flatau; роки життя 1869—1932).